# Кампоногара (Венеција)
Кампоногара (итал. Camponogara) је насеље у Италији у округу Венеција, региону Венето.
Према процени из 2011. у насељу је живело 10817 становника. Насеље се налази на надморској висини од 0 м.

## Становништво
| 1931. | 1936. | 1951. | 1961. | 1971. | 1981. | 1991. | 2001.  | 2011.  |
| ----- | ----- | ----- | ----- | ----- | ----- | ----- | ------ | ------ |
| 6.149 | 6.307 | 7.190 | 7.363 | 8.030 | 9.156 | 9.756 | 10.905 | 12.920 |